# Edmund Kaizl
Edmund Kaizl, plným jménem Edmund Břetislav Kaizl (20. února 1836 Cítoliby – 15. dubna 1900 Karlín), byl rakouský a český advokát a politik, v 70. a 80. letech 19. století poslanec Českého zemského sněmu a Říšské rady. Kromě toho byl básníkem a překladatelem z angloamerické poezie.

## Biografie
V roce 1854 absolvoval střední školu. Vystudoval práva na Karlo-Ferdinandově univerzitě v Praze, kde roku 1860 získal titul doktora práv. Od roku 1868 měl vlastní advokátní kancelář v Karlíně a od roku 1871 trvale zasedal v karlínském obecním zastupitelstvu, kde se angažoval hlavně ve školském odboru. Působil i literárně; překládal z francouzštiny a angličtiny a psal i básně a právnické spisy.
V 70. letech 19. století se zapojil do zemské i celostátní politiky. V doplňovacích volbách roku 1874 byl zvolen na Český zemský sněm v kurii venkovských obcí (obvod Příbram – Dobříš). V rámci tehdejší politiky české pasivní rezistence ale křeslo nepřevzal, byl pro absenci zbaven mandátu a následně manifestačně zvolen v doplňovacích volbách roku 1875, doplňovacích volbách roku 1876 a doplňovacích volbách roku 1877. Uspěl za svůj obvod i v řádných volbách roku 1878. Mandát obhájil i ve volbách roku 1883.
Zasedal také v Říšské radě (celostátní zákonodárný sbor), kam byl zvolen ve volbách do Říšské rady roku 1873 za kurii venkovských obcí, obvod Karlín, Brandýs, Jílové atd. Z politických důvodů (pasivní rezistence) se ovšem nedostavil do parlamentu, čímž byl jeho mandát i přes opakované zvolení prohlášen za zaniklý. Opětovně byl zvolen ve volbách do Říšské rady roku 1879, nyní za městskou kurii (obvod Litomyšl – Polička). Rezignaci na mandát oznámil na schůzi 30. listopadu 1880.
Patřil k staročeské straně (Národní strana). Po volbách v roce 1879 se na Říšské radě připojil k Českému klubu (jednotné parlamentní zastoupení, do kterého se sdružili staročeši, mladočeši, česká konzervativní šlechta a moravští národní poslanci).
Zemřel 15. dubna 1900 v Karlíně. Některé zdroje uvádějí datum úmrtí 14. dubna.
Byl strýcem politika Josefa Kaizla.

## Literární činnost
Již od právnických studií otiskoval básně, překlady a cestopisné črty v časopise Lumír. Překládal z americké (Poe, Longfellow) a z anglické literatury (Burns, Byron). Jediným jeho knižně vydaným dílem je rozsáhlá báseň Křivoklát (Praha: Kateřina Jeřábková 1858), ve které, popisuje děje na hradě v době posledních Přemyslovů a Lucemburků. Psal také informativní stati o anglické a americké poezii.